# Phrynopus nicoleae
Espèce
Statut de conservation UICN

 DD  : Données insuffisantes
Phrynopus nicoleae est une espèce d'amphibiens de la famille des Craugastoridae. 

## Répartition
Cette espèce est endémique de la province d'Oxapampa dans la région de Pasco au Pérou. Elle se rencontre dans le district de Huancabamba à environ 3 589 m d'altitude.

## Étymologie
Cette espèce est nommée en l'honneur de Nicole Morciniec.

## Publication originale
- Chaparro, Padial & De la Riva, 2008 : Two sympatric new species of Phrynopus (Anura: Strabomantidae) from Yanachaga Chemillen National Park (central Peruvian Andes). Zootaxa, no 1761, p. 49-58.